# Ronde van Polen 2009
De 66e editie van de Ronde van Polen (Pools: Wyścig Dookoła Polski 2009) werd verreden van 2 tot en met 8 augustus 2009. De Ronde van Polen behoorde tot de ProTour. Na zeven etappes werd regerend wereldkampioen Alessandro Ballan uit Italië winnaar. Het bergklassement werd gewonnen door Marek Rutkiewicz, het puntenklassement door Jürgen Roelandts.

## Startlijst
Naast de 18 ProTour-teams deden drie ploegen met een wildcard mee: Vacansoleil, ISD-Neri en een Poolse selectie.
| 18 UCI ProTour-ploegen | 18 UCI ProTour-ploegen | 18 UCI ProTour-ploegen | 3 wildcards |
| ---------------------- | ---------------------- | ---------------------- | ----------- |
| AG2R-La Mondiale       | Française des Jeux     | Rabobank               | Vacansoleil |
| Astana                 | Fuji-Servetto          | Silence-Lotto          | Polska BGŻ  |
| Bouygues Télécom       | Garmin-Slipstream      | Team Columbia-HTC      | ISD         |
| Caisse d'Epargne       | Lampre                 | Team Katjoesja         |             |
| Cofidis                | Liquigas               | Team Milram            |             |
| Euskaltel-Euskadi      | Quick Step             | Team Saxo Bank         |             |

## Etappe-overzicht
| etappe | datum      | start             | finish        | afstand  | winnaar              | klassementsleider |
| ------ | ---------- | ----------------- | ------------- | -------- | -------------------- | ----------------- |
| 1e     | 2 augustus | Warschau          | Warschau      | 108 km   | Borut Božič          | Borut Božič       |
| 2e     | 3 augustus | Serock            | Białystok     | 219,1 km | Angelo Furlan        | Borut Božič       |
| 3e     | 4 augustus | Bielsk Podlaski   | Lublin        | 225,1 km | Jacopo Guarnieri     | André Greipel     |
| 4e     | 5 augustus | Nałęczów          | Rzeszów       | 239,7 km | Edvald Boasson Hagen | Jürgen Roelandts  |
| 5e     | 6 augustus | Strzyżów          | Krynica Zdrój | 163 km   | Alessandro Ballan    | Alessandro Ballan |
| 6e     | 7 augustus | Krościenko nad D. | Zakopane      | 162,2 km | Edvald Boasson Hagen | Alessandro Ballan |
| 7e     | 8 augustus | Rabka Zdrój       | Krakau        | 136,5 km | André Greipel        | Alessandro Ballan |

## Etappe-uitslagen

### 1e etappe
| Warschau – Warschau (108 km) |                   |                   |          |
| Plaats                       | Naam              | Ploeg             | tijd     |
| Winnaar                      | Borut Božič       | Vacansoleil       | 2u12'56" |
| 2                            | André Greipel     | Team Columbia-HTC | z.t.     |
| 3                            | Francesco Gavazzi | Lampre-NGC        | z.t.     |
|                              |                   |                   |          |
| 5                            | Jürgen Roelandts  | Silence-Lotto     | z.t.     |
| 23                           | Matthé Pronk      | Vacansoleil       | z.t.     |

### 2e etappe
| Serock – Białystok (219.1 km) |                    |                |          |
| Plaats                        | Naam               | Ploeg          | tijd     |
| Winnaar                       | Angelo Furlan      | Lampre-NGC     | 4u47'25" |
| 2                             | Jürgen Roelandts   | Silence-Lotto  | z.t.     |
| 3                             | Juan José Haedo    | Team Saxo Bank | z.t.     |
|                               |                    |                |          |
| 41                            | Maarten Tjallingii | Rabobank       | z.t.     |

### 3e etappe
| Bielsk Podlaski – Lublin (225.1 km) |                    |                   |          |
| Plaats                              | Naam               | Ploeg             | tijd     |
| Winnaar                             | Jacopo Guarnieri   | Liquigas          | 5u22'31" |
| 2                                   | Allan Davis        | Quick Step        | z.t.     |
| 3                                   | André Greipel      | Team Columbia-HTC | z.t.     |
|                                     |                    |                   |          |
| 5                                   | Igor Abakoumov     | ISD               | z.t.     |
| 49                                  | Maarten Tjallingii | Rabobank          | z.t.     |

### 4e etappe
| Nałęczów – Rzeszów (239.7 km) |                      |                   |          |
| Plaats                        | Naam                 | Ploeg             | tijd     |
| Winnaar                       | Edvald Boasson Hagen | Team Columbia-HTC | 5u25'55" |
| 2                             | Jürgen Roelandts     | Silence-Lotto     | z.t.     |
| 3                             | Danilo Napolitano    | Team Katusha      | z.t.     |
|                               |                      |                   |          |
| 45                            | Johnny Hoogerland    | Vacansoleil       | z.t.     |

### 5e etappe
| Strzyżów – Krynica Zdrój (163 km) |                   |                  |          |
| Plaats                            | Naam              | Ploeg            | tijd     |
| Winnaar                           | Alessandro Ballan | Lampre-NGC       | 3u48'23" |
| 2                                 | Daniel Moreno     | Caisse d'Epargne | z.t.     |
| 3                                 | Pieter Weening    | Rabobank         | z.t.     |
|                                   |                   |                  |          |
| 13                                | Jürgen Roelandts  | Silence-Lotto    | + 15"    |

### 6e etappe
| Krościenko nad Dunajcem – Zakopane (162.2 km) |                      |                   |          |
| Plaats                                        | Naam                 | Ploeg             | tijd     |
| Winnaar                                       | Edvald Boasson Hagen | Team Columbia-HTC | 4u03'40" |
| 2                                             | Alessandro Ballan    | Lampre-NGC        | z.t.     |
| 3                                             | Marco Marcato        | Vacansoleil       | z.t.     |
|                                               |                      |                   |          |
| 13                                            | Pieter Weening       | Rabobank          | z.t.     |
| 35                                            | Jurgen Van Goolen    | Team Saxo Bank    | +08' 02" |

### 7e etappe
| Rabka Zdrój – Krakau (136.5 km) |                 |                   |          |
| Plaats                          | Naam            | Ploeg             | tijd     |
| Winnaar                         | André Greipel   | Team Columbia-HTC | 2u55'39" |
| 2                               | Chris Sutton    | Garmin-Slipstream | z.t.     |
| 3                               | Wouter Weylandt | Quick Step        | z.t.     |
|                                 |                 |                   |          |
| 5                               | Matthé Pronk    | Vacansoleil       | z.t.     |

## Eindklassementen
| Plaats    | Naam                 | Ploeg            | Tijd      |
| --------- | -------------------- | ---------------- | --------- |
| Gele trui | Alessandro Ballan    | Lampre           | 28u46'13" |
| 2         | Dani Moreno          | Caisse d'Epargne | +00' 10"  |
| 3         | Edvald Boasson Hagen | Columbia         | +00' 11"  |
| 4         | Pieter Weening       | Rabobank         | +00' 12"  |
| 5         | Francesco Reda       | Quick Step       | +00' 16"  |
| 6         | Marek Rutkiewicz     | DHL-Author       | +00' 16"  |
| 7         | Sylwester Szmyd      | Liquigas         | +00' 16"  |
| 8         | Marco Marcato        | Vacansoleil      | +00' 23"  |
| 9         | Pablo Lastras        | Caisse d'Epargne | +00' 26"  |
| 10        | Francesco Gavazzi    | Lampre           | +00' 26"  |
|           |                      |                  |           |
| 25        | Kevin De Weert       | Quick Step       | +08' 33"  |

| Plaats      | Naam             | Ploeg             | Punten |
| ----------- | ---------------- | ----------------- | ------ |
| Groene trui | Jürgen Roelandts | Silence-Lotto     | 77     |
| 2           | André Greipel    | Team Columbia-HTC | 72     |
| 3           | Graeme Brown     | Rabobank          | 69     |

| Plaats    | Naam             | Ploeg            | Punten |
| --------- | ---------------- | ---------------- | ------ |
| Roze trui | Marek Rutkiewicz | DHL-Author       | 100    |
| 2         | Jacek Morajko    | DHL-Author       | 59     |
| 3         | Tadej Valjavec   | Ag2r-La Mondiale | 31     |

| Plaats    | Naam           | Ploeg        | Punten |
| --------- | -------------- | ------------ | ------ |
| Rode trui | David Loosli   | Lampre       | 9      |
| 2         | László Bodrogi | Team Katusha | 9      |
| 3         | Björn Schröder | Team Milram  | 8      |

| Plaats | Ploeg            | Tijd      |
| ------ | ---------------- | --------- |
|        | Caisse d'Epargne | 86u20'01" |
| 2      | Vacansoleil      | +00' 15"  |
| 3      | Lampre           | +00' 23"  |

Mannen: 1928 · 
1929 · 
1930-1932 · 
1933 · 
1934-1936 · 
1937 · 
1938 · 
1939 · 
1940-1946 · 
1947 · 
1948 · 
1949 · 
1950-1951 · 
1952 · 
1953 · 
1954 · 
1955 · 
1956 · 
1957 · 
1958 · 
1959 · 
1960 · 
1961 · 
1962 · 
1963 · 
1964 · 
1965 · 
1966 · 
1967 · 
1968 · 
1969 · 
1970 · 
1971 · 
1972 · 
1973 · 
1974 · 
1975 · 
1976 · 
1977 · 
1978 · 
1979 · 
1980 · 
1981 · 
1982 · 
1983 · 
1984 · 
1985 · 
1986 · 
1987 · 
1988 · 
1989 · 
1990 · 
1991 · 
1992 · 
1993 · 
1994 · 
1995 · 
1996 · 
1997 · 
1998 · 
1999 · 
2000 · 
2001 · 
2002 · 
2003 · 
2004 · 
2005 · 
2006 · 
2007 · 
2008 · 
2009 ·
2010 ·
2011 ·
2012 ·
2013 ·
2014 ·
2015 ·
2016 ·
2017 ·
2018 ·
2019 ·
2020 · 2021 · 2022 · 2023 · 2024
Vrouwen: 1998 · 1999 · 2000 · 2001 · 2002 · 2003 · 2004 · 2005 · 2006 · 2007 · 2008 · 2009-2015 · 2016 · 2017-2023 · 2024 · 2025
 Tour Down Under · 
 Ronde van Vlaanderen · 
 Ronde van het Baskenland · 
 Gent-Wevelgem · 
 Amstel Gold Race · 
 Ronde van Romandië · 
 Ronde van Catalonië · 
 Critérium du Dauphiné Libéré · 
 Ronde van Zwitserland · 
 Clásica San Sebastián · 
 Ronde van Polen · 
 Vattenfall Cyclassics · 
  Eneco Tour · 
 GP Ouest France-Plouay